# Needcompany
La Needcompany es una compañía artística creada por Jan Lauwers y Grace Ellen Barkey en 1986 con sede en Gante (Bélgica). Trabajan varias disciplinas artísticas como: el teatro, la danza, la performance, arte visual, dramaturgia, etc.
Está formada por personas de diversas nacionalidades (siete en total), es ahí donde radica la multiculturalidad de la propia compañía. Se trata de una compañía con vocación internacional, multidisciplinar, plurilingüe e innovadora.
A continuación pasaremos a enfocar la Needcompany desde el trabajo de uno de sus fundadores: Jan Lauwers.

## Sus inicios: Epigonentheater zlv
(Zlv: “zonder leiding van”, cuya traducción al castellano es “bajo la dirección de nadie”)
Para entender el trabajo de la Needcompany tenemos que hablar antes de la primera compañía que fundó Jan Lauwers, la Epigonentheater zlv. Con esta compañía se dedicó a realizar varias performance como, por ejemplo, De achtergrond van een verhaal (Background of a Story), De Struiskogel (Bulletbird, 1983), Incident (1985)… 
En Bulletbird la historia se veía influida por la preparación, dentro de la misma, de un pollo. Al principio el pollo andaba por el espacio junto a los actores que se encontraban allí. Para luego pasar a ser cocinado y comido por el grupo que se encontraba en escena. El tiempo real de vida y muerte del pollo dominaba los eventos que sucedían en la vida de los cuatro personajes de la obra. Se trataba del tiempo real invadiendo la ficción y desgarrando la percepción del público.
Por otro lado, Simonne Moesen, dice de Incident que: 
En la obra enseñábamos lo que nosotros mismos éramos. […] En esa producción quería sobre todo explorar el amor y la vulnerabilidad de alguien en escena. […] Al final te vuelves tan vulnerable que no puedes seguir más tiempo en escena, sólo dejarte hundir en el suelo.
La compañía se disolvió a mediados de la década de los ochenta, para dar paso a la formación de la actual Needcompany. Una de las razones de esto se debe al miedo a volverse repetitivos, pero un cambio más esencial fue el abandono de la estructura de trabajo colectivo. Lauwers se instauró como director de la compañía, aunque siempre trabajará con los miembros de la misma en el proceso de ensayos, dejando que los actores propongan lo que a ellos les surja del texto. Jan Lauwers dice sobre esto:
La mayoría de las veces los actores no tienen oportunidad de pensar sobre lo que están realizando. […] Considero que los pensamientos de los actores son una necesidad absoluta.

## Referentes artísticos
El trabajo de Jan Lauwers llevaba también la huella de la performance pero partió de ella para poder desarrollar su propia estética, que Hans-Thies Lehmann ha descrito como “poesía escénica”.
Por otro lado hay que atender a la importancia de las artes visuales en el trabajo de la Needcompany. Jan Lauwers hace referencia a dos artistas que provienen del Arte Povera: Jannis Kounellis y Joseph Beuys.
Dice de ellos que han influido en su trabajo y en el de la compañía. Ambos artistas dejan que la simplicidad de los materiales que utilizan en sus obras, hablen por sí solos en trabajos que son casi siempre grandiosos. Esto no sólo se refleja en el conjunto de la obra de la compañía, sino que también lo hace en el uso del cuerpo de los propios actores.
Por otro lado, en palabras del propio Lauwers, Marcel Duchamp es otra de sus grandes influencias:
No podría realizar una “escenografía” sin la historia aprendida gracias a Duchamp. Él es muy importante para mí como artista.

## Temática de su obra
Jan Lauwers ha tocado en todos sus trabajos cuatro temas: el vouyerismo, la muerte, la belleza y el deseo. Su trabajo está dotado de gran fuerza visual. Se carga de contrarios como son: la individualidad frente a un grupo, empatía y distancia, belleza y deterioro, pasión y violencia, Eros y Thanatos.
Otra de las peculiaridades del trabajo de Jan Lauwers con la Needcompany es que representa la historia de manera fragmentada. Además, debido a su formación en Bellas Artes, podríamos decir que cuando vemos una de sus obras estamos ante un tableau vivant y no una performance de teatro. La realidad del teatro es muy diferente de la “verdad” en la realidad.

### Voyeurismo
El tema principal en The Snakesong Trilogy es el choque entre razón, emoción y voyeurismo. Se maximiza el erotismo de observar/ver/espiar.
El sexo y la violencia siempre han sido vitales, parece, y no hay duda de que lo siguen siendo. En Le Pouvoir el texto se centra en la cuestión de la culpa. Los mitos griegos Leda y Zeus deben contestar a la pregunta de si les gusta el sexo o no. Por supuesto que se trata de una pregunta imposible de responder, se trata de un acto que es físico y que nunca se podrá expresar, del todo, en palabras.
En la trilogía que estamos analizando, Jan Lauwers hace que el hombre se justifique continuamente por medio de la razón.

### Muerte
No sólo se trata de razones y emociones, sino también sexo, violencia y muerte – Jan Lauwers se refiere a ellas como la Santa Trinidad de su obra – están constantemente presentes en The Snakesong Trilogy.
En Julio César (adaptación de la obra de Shakespeare) la muerte del gobernante tiene un papel principal. Jan Lauwers cree que uno no puede realizar/mostrar la muerte en escena, pero paradójicamente, en esta obra materializa la muerte de la manera más pura: el César agonizante mira al púbico durante varios minutos para terminar marchándose del escenario lentamente y dejando al público con una sensación que nunca podrá olvidar. Jan Lauwers presenta una mezcla extraña del deseo de morir y el deseo de la inmortalidad.
Nos encontramos de nuevo con el voyeurismo por parte del espectador, que se da cuenta mientras presencia la increíble escena de muerte, de que no tiene impacto en él. La emoción se ha convertido en imagen; alguien ha estado durante minutos sin moverse y eso es todo.
Otro ejemplo de la representación de la muerte en el trabajo de la Needcompany es Antonio y Cleopatra donde, después de la batalla naval, los actores “muertos” se sientan en silencio en cada lado mientras son proyectadas imágenes del mar. Ellos, durante todo el tiempo, miran al público durante varios minutos al final de la representación.

### Belleza
Jan Lauwers une el sexo, la violencia y la muerte de manera contundente, a través de forma visual y lingüística en sus actuaciones nos presenta su búsqueda de la belleza: utiliza fenómenos nada realistas en escena. Se encarga de dar fuerte énfasis a la artificialidad provocando que todo sea “cubierto por una capa de maquillaje”.
Nos sumergimos en los espectáculos de la compañía gracias a la belleza que ésta nos presenta en escena. Además incorpora a escena las emociones y experiencias de los actores.
En Need to know se articula la lucha por el poder creando la oposición entre racionalidad y emocionalidad.
En Needcompany’s Macbeth el personaje de Lady Macbeth es encarnado por dos actores y dos actrices, una metáfora de la polaridad entre la razón y la emoción presentes en ambos sexos.
Jan Lauwers dice:
¿Debe ser hermosa una imagen en escena? ¿Cuándo una imagen es hermosa? … La belleza se encuentra sola, pero no puede existir sin la fealdad. 
Por otro lado, en su espectáculo Images of Affection, Mike ha perdido a toda la gente que le importaba en cuestión de segundos. Se trata de un espectáculo que nos recuerda algunas de las imágenes más impactantes que ha creado la Needcompany en su trabajo anterior. Jan Lauwers deja que la luz del teatro alumbre al público para que este sea visible. Es necesario, dice, porque el narrador puede focalizar el discurso en una masa. Además, el propio Mike nos deja claro que es un mentiroso compulsivo y que todo lo que sale de su boca es una “mierda”. En esta obra la belleza se nos cuenta a través de la muerte de todas estas personas:
- El amigo de Mike que es asesinado en el Kebab nos muestra el lado bueno de la muerte: se mueven muy despacio con una sonrisa en la cara. Cuando le preguntan si hay algo que anhela de la vida dice: los bolsillos de los pantalones.
- Así como cuando la princesa balinesa lanza un globo de helio.
- La pareja que se abraza repetida y apasionadamente.

### Deseo
Viviane de Muynck, una de las actrices de la compañía, al término de la obra Le Désir dijo que toda la vida (humana) es una danza ritual alrededor del sublime error del deseo.
Mientras tanto, por su parte, el profesor semiparalizado  está contemplando su vida sin quejarse a través de los acontecimientos que tienen lugar en el escenario (¿Con nosotros como espectadores?). Lo que Jan Lauwers realmente nos está diciendo es que nuestra imaginación no es nada más que un teatro temporal.

## El trabajo en la Needcompany
El trabajo de Lauwers, en particular, siempre parte de un examen intenso del texto. Lauwers dice: “Muestro que el teatro es ilusión. Una obra que realizas en la que estás actuando.” El escepticismo de Jan Lauwers sobre el mundo no deja apenas ningún hueco para las ideas utópicas sobre el poder que tiene el arte para cambiar el mundo.
Sus obras están, casi siempre, divididas en diferentes acciones que se conectan más tarde; a menudo, las acciones están escénicamente unidas por la orientación de la perspectiva y el cambio del punto focal.
Para Jan Lauwers es imprescindible tener bajo control lo visual. Podríamos decir que su teatro está cuidadosamente planeado y diseñado con lógica escénica que adquiere el valor de poesía escénica. Lauwers dice que en su teatro hay “momentos de desmaterialización”. Ej. La construcción de una pirámide de cristal en The Snake song Trilogy (1998). 
Ningún sentido, significado o poder simbólico puede, bajo ninguna circunstancia, separarse del material.
La construcción artificial del espacio en el trabajo de Jan Lauwers funciona como un sistema mutuo de reflexiones mediante la planificación de lo visual. El escenario es imagen, estamos ante un cuadro. Nada parece superficial y cada detalle contribuye a la lógica estética. Se nos presenta a gente hermosa en trajes de moda. Junto a lo anterior, se nos propone una gran cantidad de baile exuberante.
Dejar claro todo esto es necesario para poder empezar a describir el trabajo actoral en la compañía, puesto que todos y cada uno de ellos son una pieza más de las imágenes que genera ésta. Podemos ver una forma de conciencia del propio cuerpo como alto arte erótico. Todos los actores son cuerpos afectados con una gran presencia escénica.
En el mismo escenario, durante la representación, vemos al peformer, actor y persona que encarna a todos ellos. La peculiaridad de la Needcompany es que, mientras se está desarrollando una escena, hay miembros de la compañía que en ese momento no encarnan a sus personajes, sino que son ellos mismos. Esta peculiaridad hace que el trabajo de la compañía se haga más atractivo a ojos del espectador.
Para concluir este apartado no se puede dejar pasar la siguiente frase de Jan Lauwers: “Tengo un grupo afortunado. Necesito un buen grupo, entonces puedo empezar a escribir".

## Obras Jan Lauwers-Needcompany
- Need to Know (1987)
- ça va (1989)
- Julius Caesar (1990)
- Invictos (1991)
- Antonius und Kleopatra (1992)
- SCHADE/schade (1992)
- Orfeo (1993)
- The Snakesong Trilogy - Snakesong/Le Voyeur (1994)
- The Snakesong Trilogy - Snakesong/Le Pouvoir (Leda) (1995)
- Needcompany's Macbeth (1995)
- The Snakesong Trilogy - Snakesong/Le Désir (1996)
- Caligula
- No beauty for me there, where human life is rare, part one (1997)
- The Snakesong Trilogy (1998)
- Morning Song
- No beauty for me there, where human life is rare, part two (1999)
- Needcompany’s King Lear (2000)
- DeaDDogsDon´tDance/ DjamesDjoyceDeaD (2000)
- Ein Sturm (2001)
- Images of Affection (2002)
- No Comment (2003)
- Isabella's room (2004)
- All is Vanity (2006)
- The Lobster Shop (2006)
- The Deer House (2008)
- Sad Face / Happy Face (2008)
- The art of enertainment (2011)
- Caligula (2012)
- Marketplace 76 (2012)
- Begin the Beguine (2014)
- The blind poet (2015)
- War and Turpentine (2018)
- Billy's  Violence (2021)

## Isabella’s roomyThe Lobster Shop
Estas dos obras conforman una trilogía, junto a The Deer House, que recibió el nombre de SAD FACE/HAPPY FACE a trilogy. Isabella’s room (2004), es la primera parte de la trilogía; The Lobster Shop (2006), la segunda y The Deer House (2008), la tercera. Puesto que son algunas de las obras más recientes de la Needcompany he creído oportuno recoger las dos primeras para hacernos una idea del trabajo actual de la compañía y de Jan Lauwers. 

### Isabella’s room
En Isabella’s room se relaciona este contexto con el colonialismo y los últimos desastres del siglo XX. En escena, alrededor de Isabella , nos encontramos con un conjunto de piezas coloniales (objetos arqueológicos) propiedad del padre de Jan Lauwers. Los actores van utilizando estos objetos y nos los describen. Al mismo tiempo Isabella nos va hablando de sus amantes muertos. Isabella se va descubriendo poco a poco la realidad que le rodea puesto que siempre ha vivido “ciega”. Todos estos momentos están rodeados de música la cual dota de una belleza mágica al cuadro que se nos presenta. Una de las canciones con las que se abre y cierra el espectáculo es la siguiente:
Song for Budhanton. Jan Lauwers-Needcompany
La chambre d’Isabella

### The Lobster Shop
Por otro lado, en The Lobster Shop, se trata la muerte de un hijo. La Needcompany intenta averiguar cómo puede ser dibujado el infinito duelo y melancolía de un padre y una madre, que han perdido a su hijo, con el fin de mostrar al público una alegría trágica. Axel y Theresa intentan arreglar la situación acudiendo a terapia pero parece que no sirve para nada. Theresa abandona a Axel y éste decide suicidarse. Ese día se viste con su mejor traje y decide ir a su restaurante favorito, “The Lobster Shop”, a comer langosta con salsa americana. Pero todo parece cambiar cuando el camarero del restaurante vierte la salsa en el traje de Axel y, debido a esto, ve la vida pasar delante de él. Esta obra trata sobre esa fracción de segundo. Jan Lauwers en esta obra habla sobre la belleza de lo imperfecto y lo impredecible.
Aquí es importante destacar la siguiente frase de Jan Lauwers sobre el proceso de creación de esta obra:
"This play was written in the solitude of hotel rooms, the television always on. Cynical realism and romantic sentimentality increasingly form the main accent in just about every conversation carried on today, and are therefore an inevitable component of this play. I have wallowed in them with pleasure and sincerely hope that the end of mankind is not just around the corner".
Todo esto contado, de nuevo, mediante danza, música, texto, audiovisuales...
The Lobster Shop
Como dice Nicolas Truong en No beauty for me there where human life is rare, la muerte cita a la felicidad en Isabella’s room. En The Lobster Shop, la canción, dolorosa y bella al mismo tiempo, constituida por el duelo (luto) nos invade y nos devuelve a la vida. Esta canción sobre el duelo es un himno a la vida. Esta es la fuerza mayor: sin esperanza, sólo cabe la desesperación, o al menos, la energía que nace de la desesperación y la angustia.
Ambas obras forman una especie de díptico: en ambos casos la historia se mueve en torno al duelo y la pérdida. Sabemos que de alguna manera, gracias a la tragedia y la mitología, que la historia está, a menudo, organizada alrededor de la muerte. Pero, quizás, la única verdad es que es necesaria una gran pérdida para el propio redescubrimiento.
Como vemos ambas obras versan sobre la muerte, la pérdida… y las consecuencias que tienen en la vida de los personajes.